# Ана Кароліна да Сілва
Ана Кароліна да Сілва (порт. Ana Carolina da Silva; 8 квітня 1991, Белу-Орізонті) — бразильська волейболістка, центральна блокуюча. Призерка Олімпійських ігор, чемпіонатів світу і Ліги націй. Переможниця турнірів Світового гран-прі і чемпіонатів Південної Америки.

## Клуби
| Роки      | Клуби                           |
| --------- | ------------------------------- |
| 2005—2010 | «Маккензі» (Белу-Орізонті)      |
| 2010—2011 | «Пінейрос» (Сан-Паулу)          |
| 2011—2012 | «Сеск» (Ріо-де-Жанейро)         |
| 2012—2013 | «Пінейрос» (Сан-Паулу)          |
| 2013—2017 | «Рексона Сеск» (Ріо-де-Жанейро) |
| 2017—2018 | «Нілуфер Беледієспор» (Бурса)   |
| 2018—2023 | «Дентіл-Прая» (Уберландія)      |
| 2023—     | «Савіно Дель Бене» (Скандіччі)  |

## Досягнення
У збірній
Олімпійські ігри
- Друге місце (1): 2021
- Третє місце (1): 2024

Чемпіонат світу
- Друге місце (1): 2022
- Третє місце (1): 2014

Ліга націй

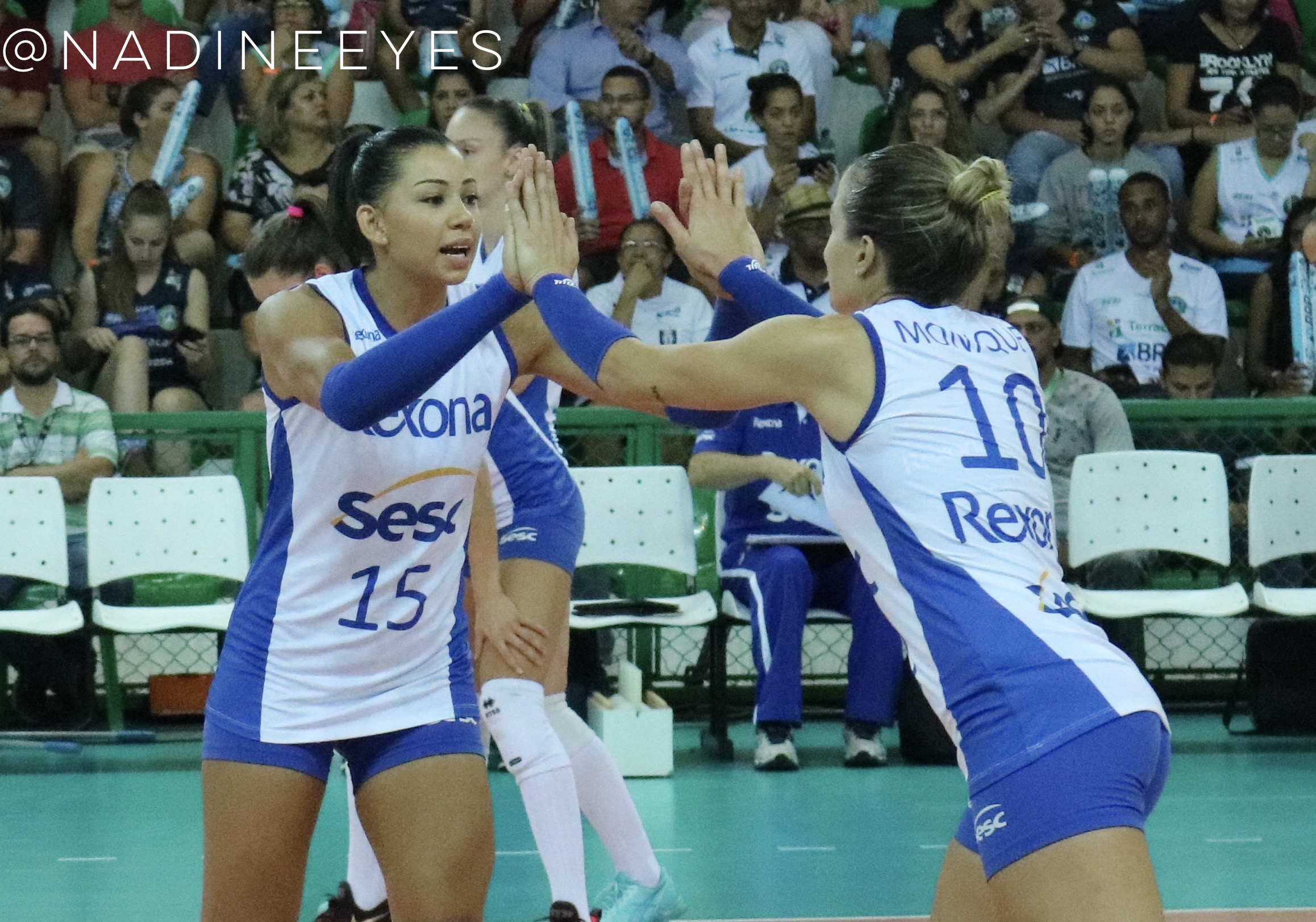

- Друге місце (3): 2019, 2021, 2022

Всесвітнє гран-прі
- Перше місце (2): 2014, 2017
- Третє місце (1): 2015

Всесвітній кубок чемпіонів
- Друге місце (1): 2017

Чемпіонат Південної Америки
- Перше місце (5): 2015, 2017, 2019, 2021, 2023

У клубах
Клубний чемпіонат світу
- Друге місце (2): 2013, 2017

Клубний чемпіонат Південної Америки
- Перше місце (5): 2015, 2016, 2017, 2021, 2023
- Друге місце (4): 2013, 2019, 2020, 2022

Чемпіонат Бразилії
- Перше місце (5): 2014, 2015, 2016, 2017, 2023
- Друге місце (4): 2012, 2019, 2021, 2022

Ліга чемпіонів ЄКВ
- Друге місце (1): 2025

Чемпіонат Італії
- Друге місце (1): 2024

## Статистика
Статистика на літніх Олімпійських іграх:
| Рік    | Турнір           | Ігри | Сети | Очки | Ср.  | Місце | Примітки |
| ------ | ---------------- | ---- | ---- | ---- | ---- | ----- | -------- |
| 2021   | Олімпійські ігри | 8    | 28   | 73   | 2,61 | 2     |          |
| 2024   | Олімпійські ігри | 6    | 21   | 47   | 2,24 | 3     |          |
| Всього | Всього           | 14   | 49   | 120  | 2,45 |       |          |

У Лізі чемпіонів ЄКВ:
| Сезон   | Клуб               | Турнір         | Ігри | Сети | Очки | Ср.  | Примітки |
| ------- | ------------------ | -------------- | ---- | ---- | ---- | ---- | -------- |
| 2023/24 | «Савіно Дель Бене» | Ліга чемпіонів | 7    | 27   | 71   | 2,63 |          |
| 2024/25 | «Савіно Дель Бене» | Ліга чемпіонів | 8    | 23   | 72   | 3,13 |          |